# Neuwiedia singapureana
Neuwiedia singapureana là một loài thực vật có hoa trong họ Lan. Loài này được (Wall. ex Baker) Rolfe mô tả khoa học đầu tiên năm 1907.